# Digimon Tamers: Bōkensha-tachi no Tatakai
Série
Digimon, le film Digimon Tamers: Bōsō Digimon Tokkyū
Pour plus de détails, voir Fiche technique et Distribution.
Digimon Tamers: Bōkensha-tachi no Tatakai (デジモンテイマーズ 冒険者たちの戦い, litt. Digimon Tamers: La Bataille des aventuriers) est un court-métrage d'animation réalisé par Tetsuo Imazawa, produit par Toei Animation, et sorti en 2001 au Japon. Cinquième film tiré de la franchise Digimon, il est lié à l'anime Digimon Tamers et n'a jamais été traduit en français.

## Synopsis
Les digi-dompteurs profitent de leurs vacances d'été, et se séparent pour s'amuser chacun de leur côté. Takato rend visite à son cousin Kai sur l'île Okinawa avec Guilmon, Henry enquête sur un météore sous-marin avec Terriermon, et Rika reste en ville avec Renamon pour la protéger de toute invasion de Digimon. Un Digimon maléfique nommé Mephistomon, bio-émerge sur Terre et lance un plan impliquant la nouvelle mode des animaux de compagnie virtuels, connue sous le nom de V-pets, pour désactiver les réseaux de télécommunications et permettre ainsi aux Digimon d'atteindre le monde réel sans distinction. Le seul moyen d'arrêter ce plan est caché dans le corps de Shisamon, le partenaire Digimon de Minami, la fille du créateur du V-pet. Les digi-dompteurs et leurs Digimon ne peuvent pas baisser leur garde un seul instant, car ils doivent mener leur plus dure bataille pour sauver le monde.

## Diffusion
Le film sort dans les salles de cinéma japonaises le 14 juillet 2001. Digimon Tamers : Bōkensha-tachi no Tatakai sort en même temps que Eiga Mo~tto! Ojamajo Doremi Kaeru ishi no himitsu et Kinnikuman Second Generations, dans le cadre du Tōei Summer Anime Fair 2001.
Le film est diffusé le 16 septembre 2005 aux États-Unis en avant-première sur Jetix sous le titre Digimon Tamers : Battle of Adventurers.